# Ascophanus
Ascophanus is een  geslacht van schimmels uit de familie Thelebolaceae. De typesoort is Ascophanus granuliformis.

## Soorten
Volgens Index Fungorum telt het geslacht 91 soorten (peildatum maart 2022):
| Soortnaam                                      | Auteur(s)                      | Publicatiejaar |
| ---------------------------------------------- | ------------------------------ | -------------- |
| Ascophanus aeruginascens                       | P. Karst.                      | 1893           |
| Ascophanus alpigenus                           | (Lindau) Boud.                 | 1907           |
| Ascophanus amethysteus                         | Quél.                          | 1879           |
| Ascophanus appendiculatus                      | Alf. Schmidt                   | 1912           |
| Ascophanus argentinensis                       | Speg.                          | 1909           |
| Ascophanus armeniacus                          | (Feltgen) Boud.                | 1907           |
| Ascophanus aurantiacus                         | (Gillet) Boud.                 | 1907           |
| Ascophanus belgicus                            | E. Bommer, M. Rousseau & Sacc. | 1906           |
| Ascophanus bellulus                            | Boud.                          | 1903           |
| Ascophanus bilobus                             | Velen.                         | 1934           |
| Ascophanus bresadolae                          | Boud.                          | 1907           |
| Ascophanus breviascus                          | Velen.                         | 1934           |
| Ascophanus brunneopallidus                     | (De Guern.) Boud.              | 1907           |
| Ascophanus brunnescens                         | P. Karst.                      | 1890           |
| Ascophanus brunneus                            | Kanouse                        | 1948           |
| Ascophanus caninus                             | (P. Karst.) Boud.              | 1907           |
| Ascophanus capreoli                            | Velen.                         | 1939           |
| Ascophanus castaneus                           | Grelet                         | 1944           |
| Ascophanus cervinus                            | Povah                          | 1931           |
| Ascophanus cesatii                             | (Carestia) Sacc.               | 1889           |
| Ascophanus chartarum                           | Kirschst.                      | 1906           |
| Ascophanus ciliatus                            | Boud.                          | 1869           |
| Ascophanus cinerellus                          | (P. Karst.) Speg.              | 1880           |
| Ascophanus cinnabarinus                        | Speg.                          | 1881           |
| Ascophanus citrinellus                         | (Quél.) Boud.                  | 1907           |
| Ascophanus coemansii                           | Boud.                          | 1869           |
| Ascophanus collemoides                         | (Rehm) Boud.                   | 1907           |
| Ascophanus consociatus (Roomwit dwergschijfje) | (Berk. & Broome) W. Phillips   | 1887           |
| Ascophanus cynocoprus                          | (Dunal ex De Seynes) Boud.     | 1907           |
| Ascophanus fimicola                            | Boedijn & Overeem              | 1918           |
| Ascophanus fluorescens                         | Speg.                          | 1918           |
| Ascophanus franzonianus                        | (De Not.) Boud.                | 1907           |
| Ascophanus fuckelii                            | (J. Kunze) Rehm                | 1895           |
| Ascophanus fuscus                              | Vouaux                         | 1910           |
| Ascophanus gallinaceus                         | (Peck) Seaver                  | 1928           |
| Ascophanus globosopulvinatus                   | (Crossl.) Boud. ex Ramsb.      | 1914           |
| Ascophanus glumarum                            | (Desm.) Boud.                  | 1907           |
| Ascophanus herbarum                            | Velen.                         | 1934           |
| Ascophanus humosoides                          | Peck                           | 1887           |
| Ascophanus hyalinoniveus                       | Svrček                         | 1972           |
| Ascophanus immersus                            | Feltgen                        | 1901           |
| Ascophanus incanus                             | (W. Phillips) Sacc.            | 1889           |
| Ascophanus isabellinus                         | Clem.                          | 1901           |
| Ascophanus lanii                               | Velen.                         | 1934           |
| Ascophanus lepidus                             | Svrček                         | 1981           |
| Ascophanus lilacinus                           | Cooke                          | 1893           |
| Ascophanus limnicola                           | (Hazsl.) Boud.                 | 1907           |
| Ascophanus lupini                              | Velen.                         | 1934           |
| Ascophanus lutamentorum                        | (Brond.) Boud.                 | 1907           |
| Ascophanus magnificus                          | Kirschst.                      | 1906           |
| Ascophanus melleofuscidulus                    | Svrček                         | 1972           |
| Ascophanus miniatus                            | (Preuss) Sacc.                 | 1889           |
| Ascophanus minimus                             | (Velen.) Svrček                | 1977           |
| Ascophanus minutellus                          | (P. Karst.) P. Karst.          | 1871           |
| Ascophanus minutisporus                        | Velen.                         | 1934           |
| Ascophanus minutissimus                        | Boud.                          | 1869           |
| Ascophanus nitidus                             | (Fuckel) Speg.                 | 1878           |
| Ascophanus oligoascus                          | Heimerl                        | 1889           |
| Ascophanus opuntiae                            | Pat.                           | 1892           |
| Ascophanus oudemansii                          | Marchal                        | 1885           |
| Ascophanus pannorum                            | (Brond.) Boud.                 | 1907           |
| Ascophanus papillatus                          | Boud.                          | 1869           |
| Ascophanus patagonicus                         | Speg.                          | 1887           |
| Ascophanus patouillardii                       | (Gillet & Sacc.) Boud.         | 1907           |
| Ascophanus perpusillus                         | Speg.                          | 1898           |
| Ascophanus pictilis                            | (Quél.) Boud.                  | 1907           |
| Ascophanus pseudogranuliformis                 | Speg.                          | 1909           |
| Ascophanus pyronemoides                        | Rehm                           | 1896           |
| Ascophanus rhyparioides                        | R. Heim                        | 1889           |
| Ascophanus rosellus                            | Starbäck                       | 1898           |
| Ascophanus rosellus                            | Velen.                         | 1939           |
| Ascophanus roseopurpurascens                   | Rehm                           |                |
| Ascophanus rubber                              | Velen.                         | 1939           |
| Ascophanus ruber                               | Velen.                         | 1939           |
| Ascophanus scherffelii                         | Moesz                          | 1933           |
| Ascophanus spadiceoniger                       | Richon                         | 1889           |
| Ascophanus subcylindrosporus                   | (J. Moravec) Svrček            | 1981           |
| Ascophanus subfuscus                           | (P. Crouan & H. Crouan) Boud.  | 1869           |
| Ascophanus subgranuliformis                    | Rehm                           | 1887           |
| Ascophanus subiculosus                         | Pat.                           | 1891           |
| Ascophanus tetraonalis                         | Peck                           | 1887           |
| Ascophanus tetricum                            | (Carestia) Rehm                | 1895           |
| Ascophanus vaccinus                            | Velen.                         | 1934           |
| Ascophanus velenovskyi                         | Kanouse                        | 1948           |
| Ascophanus velenovskyi                         | Svrček                         | 1959           |
| Ascophanus vilis                               | P. Karst. & Starbäck           | 1887           |
| Ascophanus vinosus                             | (Bres.) Boud.                  | 1907           |
| Ascophanus violascens                          | Velen.                         | 1934           |
| Ascophanus wagnerianum                         | (Rehm) Boud.                   | 1907           |
| Ascophanus zamurensis                          | (Pat. & Gaillard) Svrček       | 1974           |
| Ascophanus zukalii                             | Rehm                           | 1896           |